# Cephalotaxus wilsoniana
Cephalotaxus wilsoniana ist eine Pflanzenart aus der Familie der Kopfeibengewächse (Cephalotaxaceae). Sie ist auf der Insel Taiwan heimisch.

## Beschreibung
Cephalotaxus wilsoniana wächst als immergrüner Baum, der Wuchshöhen von bis zu 9 Metern erreichen kann. Die schuppige Stammborke ist blass rötlich braun gefärbt. Die Äste sind hängend.
Die leicht sichelförmig gebogenen Nadeln sind bei einer Länge von 3 bis 4 Zentimetern und einer Breite von 2,5 bis 3 Millimetern linear geformt. Die Basis der Nadeln ist schmal, während die Spitze zugespitzt ist. Die Nadeloberseite ist dunkelgrün gefärbt und an der Nadelunterseite findet man zwei gräulich weiße Stomatareihen.
Die Zapfen sind von einem Samenmantel (Arillus) umgeben und reifen im September. Die dunkel violetten, eiförmigen bis verkehrt-eiförmigen Samenkörner werden rund 2,5 Zentimeter lang.

## Verbreitung und Standort
Das natürliche Verbreitungsgebiet von Cephalotaxus wilsoniana umfasst den nördlichen und den zentralen Teil der Insel Taiwan.
Cephalotaxus wilsoniana gedeiht in Höhenlagen von 1400 bis 3000 Metern. Die Art wächst in Misch- und Nadelwäldern in Gebirgen, wo sie vor allem in Tälern zu finden ist.
Cephalotaxus wilsoniana wird in der Roten Liste der IUCN als „stark gefährdet“ eingestuft. Als Hauptgefährdung wird die Zerstörung der Wälder zur Nutzbarmachung für Baumplantagen genannt. Der Gesamtbestand der Art gilt als rückläufig.

## Systematik
Die Erstbeschreibung als Cephalotaxus wilsoniana erfolgte 1914 durch Hayata Bunzō in Icones plantarum formosanarum nec non et contributiones ad floram formosanam, Band 4, Seite 22. Die Art wird von einigen Autoren als eine Unterart oder Varietät der Japanischen Kopfeibe (Cephalotaxus harringtonia) oder der Chinesischen Kopfeibe (Cephalotaxus sinensis) angesehen. Cephalotaxus wilsoniana wird von einigen Autoren aufgrund einer im Jahr 2008 durchgeführten molekularen Untersuchung mit Cephalotaxus koreana in eine Klade gestellt und zusammen mit dieser Art als eine Varietät oder Unterart von Cephalotaxus harringtonia behandelt.